# Article 11 bis de la Constitution belge
L'article 11 bis de la Constitution de la Belgique fait partie du titre II Des Belges et de leurs droits. Il garantit la parité dans les institutions politiques.
Il date de la loi de révisions du 21 février 2002.

## Texte de l'article actuel
« La loi, le décret ou la règle visée à l'article 134 garantissent aux femmes et aux hommes l'égal exercice de leurs droits et libertés, et favorisent notamment leur égal accès aux mandats électifs et publics. »
« Le Conseil des ministres et les Gouvernements de communauté et de région comptent des personnes de sexe différent. »
« La loi, le décret ou la règle visée à l'article 134 organisent la présence de personnes de sexe différent au sein des députations permanentes des conseils provinciaux, des collèges des bourgmestre et échevins, des conseils de l'aide sociale, des bureaux permanents des centres publics d'aide sociale et dans les exécutifs de tout autre organe territorial interprovincial, intercommunal ou intracommunal. »
« L'alinéa qui précède ne s'applique pas lorsque la loi, le décret ou la règle visée à l'article 134 organisent l'élection directe des députés permanents des conseils provinciaux, des échevins, des membres du conseil de l'aide sociale, des membres du bureau permanent des centres publics d'aide sociale ou des membres des exécutifs de tout autre organe territorial interprovincial, intercommunal ou intracommunal. ».